# Чамовський потік
Чамовський потік (словац. Čamovský potok) — річка в Словаччині; ліва притока Беліни довжиною 14.2 км. Протікає в округах Лученець і Рімавска Собота.
Витікає в масиві Південнословацька улоговина на висоті 405 метрів. Протікає територією сіл Шуриці; Чамовце; Шід і міста Філяково.
Впадає у Беліну на висоті 190 метрів.